# 澳洲辦事處
澳洲辦事處（英語：Australian Office in Taipei），也称澳洲在台辦事處，是澳大利亞與中華民國斷交後派駐在臺灣的辦事處。位於臺北市統一國際大樓，包括商務處、領事暨行政處及經濟暨政策處。主要目標之一是加強台澳貿易關係。辦事處的工作業務除了增進澳洲與台灣的貿易往來之外，還包括提供在台澳洲公民服務。辦事處的機關首長稱作代表。

## 歷史

### 澳洲辦事處成立以前
1966年6月11日，在自由黨籍的總理哈罗德·霍尔特執政時，澳洲在台北設立大使館。館址位於台北市的安樂大廈。
1972年12月22日，澳洲宣布與中華民國斷交，並承認中華人民共和國且與其建交，中華民國與澳洲的雙方關係陷入低潮。

### 1991年以後
1991年，澳洲宣布正式開闢兩國直航航線，並接受中華民國以臺北經濟文化辦事處之名義在首都坎培拉，以及雪梨、墨爾本與布里斯本設立具大使館性質以及領事館性質之代表機構。而澳洲政府也以澳大利亞商工辦事處之名設立具大使館性質的代表機構。
2012年5月29日更名為澳洲辦事處，時任代表馬克文（Kevin Magee）表示，名稱的更改，將更能反映辦事處的功能與性質。
與其他類似的代表機構不同的是，澳洲辦事處並沒有提供簽證服務或是諮詢。在台灣境內申請簽證時，相關服務都由澳洲駐首爾大使館管轄。

## 歷任代表
| 姓名                         | 圖像 | 就任時間 | 卸任時間 | 備註 |
| ---------------------------- | ---- | -------- | -------- | --- |
| 馬庭禮 Bill Mattingly        |      | 1981年   | 1990年   | |
| 歐若文 Rob O'Donovan         |      | 1990年   | 1992年   | |
| 何科林 Colin Heseltine       |      | 1992年   | 1997年   | 歷任駐華副館長（副大使）、駐韓國大使、亞太經濟合作組織執行長等職。                                                                                          |
| 郭森若 Sam Gerovich          |      | 1997年   | 2000年   | 歷任駐華大使館副館長、駐上海總領事、外交部外交安全司長、外交部北亞司長、駐韓國大使（兼駐北朝鮮、蒙古大使），駐亞太經合會大使等職。                          |
| 孫芳安 Frances Adamson       |      | 2000年   | 2005年   | 現任外交貿易部常務副部長。 歷任駐英國高級專員公署副高級專員、駐香港總領事館一等秘書、外交部長幕僚長、駐華大使、總理外交政策顧問等職。                       |
| 華適文 Steve Waters          |      | 2005年   | 2008年   | |
| 柯未名 Alice Cawte           |      | 2008年   | 2011年   | 歷任外交貿易部太平洋司太平洋區域處長等職。 |
| 馬克文 Kevin Magee           |      | 2011年   | 2014年   | 現任外交貿易部歐洲拉美司拉美東歐處長。 歷任駐中國大使館三等秘書、駐新加坡高級專員公署一等秘書、駐俄羅斯大使館副館長、駐廣州總領事、駐沙烏地阿拉伯大使等職。 |
| 雷家琪 Catherine Raper       |      | 2014年   | 2018年   | 現任駐韓國大使。 歷任駐荷蘭大使館三等秘書、常駐日內瓦WTO代表團參贊、駐美國大使館貿易公使銜參贊等職。                                                        |
| 高戈銳 Gary Cowan            |      | 2018年   | 2021年   | 現任外交部北亞暨南亞司長（第一助理秘書長） 歷任駐上海副總領事、外交貿易部永續發展暨氣候變遷處長等職                                                         |
| 露珍怡 Jenny Bloomfield      |      | 2021年   | 2023年   | 歷任駐希臘大使、外交貿易部中東處處長、人權和性別平等處處長等職                                                                                              |
| 馮國斌 Robert Niel Fergusson |      | 2023年   | 現任     | |

## 外部連結
- 澳洲辦事處 （页面存档备份，存于）
- 澳洲辦事處的Facebook專頁
- 澳洲辦事處的X（前Twitter）
- 澳洲辦事處的Instagram帳戶